# ワンジェサン軽音楽団
ワンジェサン軽音楽団（ワンジェサンけいおんがくだん）、旺載山芸術団（ワンジェサンげいじゅつだん）は北朝鮮の音楽グループ。金正日からの指令により発足され、旺載山軽音楽団として1983年7月22日創立。楽曲は平壌放送や朝鮮中央放送などでしばしば放送される。
「ワンジェサン」の名前は、金日成の革命の戦跡地のひとつにちなんでいる（）。漢字では「旺載山」と書かれることが多く、「王在山」とする場合もある（本来の山名は「旺載山」だが、「王在山」の方が北朝鮮における公式の漢字表記。例：朝鮮中央通信日本語版・中国語版など）。また、一部CDなどは“WJS”と略している場合もあるが、2010年に発売された最新の第86集では、ジャケット表記が「旺載山軽音楽団」から「旺載山芸術団」に改められている。

## 公演
1991年10月には中国公演を行い、北京、上海、南京の各都市で公演した。
2016年3月から、初めて地方巡回公演を行い、江界、煕川市、咸興、海州、沙里院、開城、南浦の各都市で公演した。

## 楽曲の内容
歌は、金正日や金日成など一族や北朝鮮の政治を称える内容の曲が多いが、一部朝鮮民謡なども歌う。
また舞踊音楽や器楽音楽など演奏のみの軽快な音楽も多い。

## 演奏形態など
CD目録によると、演奏形態は主に「歌」「軽音楽」「舞踊」の3種類に分けられる。「歌」は楽曲により独唱や2重唱、3重唱となり、歌手の後方には指揮者とオーケストラが控えて伴奏を担い、さらにバックコーラスがつくこともある。
「軽音楽」も楽曲により2種類に分かれ、全ての楽器が出演するものと一部の楽器にソロが与えられるものがあり、前者は単純に「軽音楽」、後者は「バイオリンのための軽音楽」や「トランペット4重奏」と表記されている。
「舞踊」は歌手やオーケストラの伴奏に合わせて5人から10人程度のダンサーたちが踊る。しかしVHSの映像では舞台上に伴奏はおらず生演奏に合わせているのか録音かは不明である。
「三池淵（サムジヨン）組」、「三台星（サムテソン）組」、「三日浦（サミルポ）組」、「木蘭（モンラン／モンナン）組」（＊舞踊家の小組に同名のものあり）という演奏家の小組（ユニット）が存在した。「三日浦組」は、後にワンジェサン芸術団内の「三日浦楽団」へと発展した。
また、ラジオ・フリー・アジア（自由アジア放送）の報道によると、舞踊家の小組として、「木蘭組」、「百日紅（ペギロン／ペギルホン）組」、「チンダルレ組」が存在したと言われる（脱北した舞踊家、オ・ヨンヒ氏の証言より）。

## 楽器編成
軽音楽団という名の通り、基本編成はヨーロッパやアメリカのそれとあまり変わらない。ただし楽曲により変動があり、ここでは最大時の編成を記す。
指揮者、ピアノ、ギター、ベース、ドラムス、パーカッション、シンセサイザー、クラリネット：各1人
トランペット：1～4人　サクソフォン：1～4人　トロンボーン：1～4人
バイオリン：1～8人前後　シンセサイザー：2人　アコーディオン（バヤン）：1～2人
ちなみに2000年頃にシンセサイザーが1人から2人に増員され、新たにアコーディオンも加わった。またバイオリンもそれまでの木製からエレキバイオリンに変わり、時代とともに編曲や演奏技術も多様かつ複雑化してきている。

## 代表曲
オリジナル曲もあるが、日本でさらに有名な普天堡電子楽団や功勲国家合唱団のカバー曲（主に歌詞なしでカバーしている）が少なくない。

### オリジナル曲
- 仲間よ軍隊に行こう (Dong mu deul a gun dae ro ga ja)
- 社会主義は我らのもの (Sa hoe ju eui neun u ri geo ya)
- ないしょ話 (Gui sok mal)
- 将軍様の軍隊になろう (Jang gun nim eui gun dae ga doi ja)
- はまなすの心 (Hae dang hwa eui ma eum)
- 将軍様 縮地法を使えり (Jang gun nim chuk ji bob sseu sin da)
- 3大自慢歌 (3 dae ja rang ga)
- 律動体操（大衆律動体操、幼稚園律動体操、少年律動体操、老人律動体操）※日本におけるラジオ体操のような位置付けの楽曲。金正日が国民の健康促進のために制作を指示したとされている。映像媒体も存在する。
- テコンドー体操（健康テコンドー体操、少年テコンドー体操、老人テコンドー体操）※律動体操と同じく、テコンドーをモチーフに国民の健康促進を目的とした楽曲。上記同様映像も存在。

など。

### カバー曲
- バイオリンのための軽音楽「我が国が一番よい　내 나라 제일로 좋아」（普天堡電子楽団音楽）
- 金管4重奏「まだ言えない　아직은 말못해」（普天堡電子楽団音楽）
- 軽音楽「金正日花メドレー　김정일화련곡」（普天堡電子楽団音楽）
- ピアノのための軽音楽「雲を越え愛しい将軍星へ　구름 넘어 그리운 장군별님께」（普天堡電子楽団音楽）
- トランペット独奏「懐かしき将軍はいずこに　어디에 계십니까 그리운 장군님」（普天堡電子楽団音楽）
- サクソフォン4重奏「思郷歌　사향가」（功勲国家合唱団音楽）
- トロンボーン独奏「忘れられない三日浦のこだま　못잊을 삼일포의 메아리」（功勲国家合唱団音楽）
- 舞踊「聞慶峠　문경고개」（功勲国家合唱団音楽）
- 舞踊「北岳山の歌　북악산의 노래」（普天堡電子楽団音楽）
- 舞踊「明けないでおくれ平壌の夜よ　지새지 말아다오 평양의 밤아」（普天堡電子楽団音楽）

など。

## 主な歌手
- 廉清(廉青) （リョム・チョン、렴청）＊人民俳優。代表曲として「正日峰の雷鳴」など。現在、朝鮮人民軍芸術学院声楽2講座教員。1985年第二回ピョンヤン学生少年芸術団の一員として来日している。女性重唱のメンバー。
- 金花淑 （キム・ファスク、김화숙）＊ソプラノ歌手。2002年頃に普天堡電子楽団の演奏で数曲録音している。
- 張允姫 （チャン・ユニ(ユンヒ)、장윤희）＊その後、平壌高麗ホテル内のカラオケ店で接待員として働いた。現在、金元均名称音楽総合大学大衆歌謡講座教員。
- 黄淑景(黄淑京) （ファン・スッキョン、황숙경）兼ギター奏者。＊現在、金元均名称音楽総合大学大衆歌謡講座教員。
- 呉貞潤(呉情潤) （オ・ジョンユン、오정윤）＊現在、中区域東岸高級中学校早期声楽班教員。
- 金明玉 （キム・ミョンオク、김명옥）＊現在、万景台学生少年宮殿声楽指導教員。
- 金順姫 （キム・スニ(スンヒ)、김순희）＊現在、金元均名称音楽総合大学平壌第2音楽学院講座長。
- 鄭明信 （チョン・ミョンシン、정명신）＊現在、平壌学生少年宮殿指導教員。
- 金玉順 （キム・オクスン、김옥순）＊現在、金元均名称音楽総合大学大衆歌謡講座教員。
- 金仙姫 （キム・ソニ(ソンヒ)、김선희）
- 朴仁玉 （パク・イノク(インオク)、박인옥）＊銀河水管弦楽団の音楽会で旺載山六重唱組の歌手として出演。功勲俳優。
- 金成玉 （キム・ソンオク、김성옥）兼ギター奏者。＊後に朝鮮人民内務軍協奏団所属。
- 玄松月 （ヒョン・ソンウォル、현송월）＊1999年頃、普天堡電子楽団に移籍。現在、牡丹峰楽団・三池淵管弦楽団団長。朝鮮労働党中央委員会委員・宣伝煽動部副部長も兼任。
- 鄭順女 （チョン・スンニョ、정순녀）＊銀河水管弦楽団の音楽会で旺載山六重唱組の歌手として出演。
- 李賢淑　(リ・ヒョンスク、리현숙）兼ギター奏者。
- 張正愛 （チャン・ジョンエ、장정애）＊後に声楽講師として銀河水管弦楽団などで活動。牡丹峰楽団副団長を歴任。功勲芸術家。
- 金喜玉 （キム・ヒオク、김희옥）＊後に朝鮮人民内務軍協奏団所属時に功勲俳優。現在、平壌映画音楽録音所所属歌手。
- 権美花 （クォン・ミファ、권미화）＊後に朝鮮人民内務軍協奏団所属時に功勲俳優。現在、万寿台芸術団所属歌手。
- 李賢京 （リ・ヒョンギョン、리현경）＊後に中央芸術扇動社を経て現在、朝鮮人民軍空軍協奏団所属歌手。
- 崔光浩 （チェ・グァンホ、최광호）男性歌手、兼ギター奏者。兵庫県出身の在日朝鮮人帰国者。映画にも出演。＊後に国立喜劇団に移籍し、演技者に転身。人民俳優。現在、中央芸術経済宣伝隊隊長。
- 宋恩心 （ソン・ウンシム、송은심）＊銀河水管弦楽団の音楽会で旺載山六重唱組の歌手として出演。
- 黄雪景 （ファン・ソルギョン、황설경）＊銀河水管弦楽団の音楽会で旺載山六重唱組の歌手として出演。
- 兪ビョル （ユ・ビョル、유별）＊前名、ユ・ビョルリム（유별님）。銀河水管弦楽団の音楽会で旺載山六重唱組の歌手として出演。
- 金珠香 （キム・ジュヒャン、김주향）＊現在、青峰楽団所属歌手。銀河水管弦楽団の音楽会で旺載山六重唱組の歌手として出演。
- 鄭秀香 （チョン・スヒャン、정수향）＊現在、牡丹峰楽団所属歌手。

など。

## 主な演奏家
- 朴仁泰 （パク・インテ、박인태） トランペット、人民俳優。
- 金鉄嶺 （キム・チョルリョン、김철령） ヴァイオリン・電気ヴァイオリン。銀河水管弦楽団でも活動、功勲俳優。
- 朴哲俊 （パク・チョルジュン(チョルチュン)、박철준） トランペット、功勲俳優。
- 張武吉 （チャン・ムギル、장무길） トロンボーン
- 金英蘭 （キム・ヨンラン、김영란） エレキギター
- 宋恩心 （ソン・ウンシム、송은심） エレキギター（＊同姓同名の歌手とは別人）
- 全日（チョン・イル、전일） ヴァイオリン・電気ヴァイオリン
- 黄勝哲（ファン・スンチョル、황승철） サクソフォーン。＊後に銀河水管弦楽団、青峰楽団、功勲国家合唱団で活動。

など。

## 主な作曲家
- キム・ジェソン（金済善、김제선） 人民芸術家、団長を務めた。＊万寿台芸術団顧問団長を務めた後、2015年死去。
- リュ・ヨンナム（류용남） 人民芸術家
- チェ・ジェソン（최재선） 人民芸術家
- ウ・ジョンヒ（禹正喜、우정희） ＊普天堡電子楽団から移籍し、後に普天堡電子楽団に復帰。現在、牡丹峰楽団創作室室長。労力英雄、人民芸術家。
- アン・ジョンホ（安正浩、안정호） ＊普天堡電子楽団所属時に人民芸術家。現在、牡丹峰楽団創作室副室長。労力英雄。
- キム・ウルリョン(ウンリョン)（金雲龍、김운룡） 人民芸術家。現在、牡丹峰楽団副団長。
- ハン・ヨンチョル（한영철） 功勲芸術家。少年・大衆・老人律動体操音楽、少年・健康・老人テコンドー音楽の編曲者。現在、国立民族芸術団作曲家。
- リム・デスル（림대술） 演奏家として功勲俳優
- パク・チングク（박진국） ＊後に普天堡電子楽団に移籍。
- リュ・ウヒョン（류우현） ＊万寿台芸術団から移籍。後に銀河水管弦楽団で創作活動。功勲芸術家。
- チョン・ホングク（전홍국） ＊万寿台芸術団から移籍。
- チョン・チュニル（정춘일） ＊後に銀河水管弦楽団で創作活動。功勲芸術家。
- チョン・ウォンチョル（정원철）
- チョン・グァンス（전광수）
- チャ・ギョンジュ（차경주）

など。

## 日本での旺載山芸術団
以前は専門家などが中心に聞いていたとされているが、近年の北朝鮮への注目度の高まりから、テレビなどのメディアを通じて朝鮮中央放送などとともに流れる事が多々ある。
また、すでに放送終了しているが日本テレビ系列のブラックワイドショーや各種報道番組でも流され（特に前記「律動体操」「テコンドー体操」はこの番組で初めて日本で取り上げられたとされる）、北朝鮮に興味がある人を中心に知られ始めている。

## 楽曲の入手方法
朝鮮中央放送や平壌放送、朝鮮中央テレビ（軽音楽・舞踊曲は放送開始前のテストパターン音楽や番組内BGMに使用されている）、動画投稿サイトで聞く事ができる他、CDも多数発売されている。旺載山芸術団のCDアルバムは80年代から2010年までに第86集まで、VHSは27巻まで発売が確認されているが、日本で入手できる場所は限られている。また韓国でも一部で人気がある。
最近ではインターネットが普及したこともあり、MP3ファイルでの交換も盛んである。

## 北朝鮮の他の楽団
他にも、普天堡電子楽団（ポチョンボ電子楽団）や、牡丹峰楽団（モランボン楽団）、朝鮮人民軍による功勲国家合唱団、朝鮮人民軍協奏団、銀河水管弦楽団、三池淵楽団などの音楽グループがある。

## その他「旺載山」にまつわる事物
- 旺載山事件

- 旺載山 (劇)